# غورغي غاردنر
غورغي غاردنر (بالإنجليزية: Georgie Gardner)‏ هي صحفية أسترالية، ولدت في 1 يونيو 1965 في برث في أستراليا.

## وصلات خارجية
- الموقع الرسمي
- غورغي غاردنر على موقع IMDb (الإنجليزية)
- غورغي غاردنر على موقع قاعدة بيانات الفيلم (الإنجليزية)